# Nassira Belloula
Nassira Belloula (en arabe : نصيرة بلولة), née le 13 février 1961 à Batna dans les Aurès, est une journaliste et écrivain algéro-canadienne. Elle est l'auteure de plusieurs livres, romans, poésies, essais, récits et nouvelles.

## Biographie
Nassira Belloula a grandi à Alger dans le quartier de Télemly dans une famille nombreuse composée de ses cinq sœurs nées de la même mère et de demi-frères et demi-sœurs dont l'avocat et l'ex-bâtonnier connu Tayeb Belloula. Elle fait son primaire à l'école Viviani. 
Au milieu des années 1970, son père perdit son affaire, un pressing qu'il possédait à Hussein Dey et quitta Alger après sa faillite pour s'installer dans les Aurès, à Ain-Touta en amenant avec lui ses plus jeunes filles dont Nassira, qui va réapprendre à vivre dans ce village avec beaucoup de problèmes d'adaptation d'où quelques fugues et instabilité. Elle poursuit des études secondaires au lycée technique de Batna qu'elle abandonne, alors brillante élève et rejoint l'École Nationale des Cadres de la Jeunesse en réussissant le concours d'entrée.  
Après s'être mariée, elle s'occupe de ses deux premières filles, avant de rejoindre à partir de 1993, la presse dite indépendante. Elle exerce le métier de journaliste et de chef de rubrique société à culture jusqu'en 2010, date à laquelle elle s'installe à Montréal au Canada, avec sa famille. En 2012, elle rejoint l'Université de Montréal pour entamer de nouvelles études, elle obtient un premier diplôme en Histoire, et actuellement elle poursuit un nouveau programme de littérature comparée. Son premier travail littéraire est un recueil de poésies Les portes du soleil édité aux éditions Enal en 1988, essentiellement des poèmes de jeunesse, écrits pour la plupart au lycée. Auteure de plusieurs livres, elle vient de faire paraitre un nouveau roman Terre des femmes aux éditions Chihab en octobre 2014.

### Récits/Romans
- 2003 : Le Revanche de May, roman, éditions Enag, Alger,  (ISBN 9961-623-36-3)[3]; réédition, éditions La pleine Lune, Montréal,  (ISBN 978-2-89024-204-3)
- 2003 : Rebelle en toute demeure, récits, éditions Chihab, Alger,  (ISBN 9961634926), 2003.
- 2008 : Djemina, récits, éditions Media-plus, Constantine,  (ISBN 9961922026)
- 2008 : Visa pour la haine, roman, éditions, Alger,  (ISBN 9789961780688)
- 2014 : Terre des femmes, roman, éditions Chihab, Alger,
- 2019 : Aimer Maria, roman éditions Chihab, Alger

### Poésie
- 1988 : Les Portes du Soleil, éditions Enal, Alger, numéro d'éditions, 2149/85 (BNF 35070264)
- 2010 : The Gates Of The Sun, traduction de Les Portes du Soleil, éditions Rafar, Alger

### Essais
- 2000 : Algérie, le massacre des innocents, éditions Fayard, Paris,  (ISBN 2213605432), 2000
- 2005 : Conversations à Alger, quinze auteurs se dévoilent, éditions Chihab, Alger,  (ISBN 9961635094)
- 2006 : Les Belles Algériennes, confidences d'écrivaines, essai, Média-plus, Constantine[4]
- 2009 : Soixante ans d'écriture féminine en Algérie, essai, éditions ENAG, Alger,  (ISBN 978-9961-62-718-1)

### Recueils collectifs
- 2008 : Arbres Bleus, fantasmes naufragés, poésies, collectif, éditions Mille feuilles, Sétif[5]
- 2009 : Tamazgha francophone au Féminin, collectif sous la direction de Boussad Berrichi, éditions Séguier, coll. « Littérature »,  (ISBN 978-2-84049-591-8)

## Prix
À Guelma, lors de la 7e édition au colloque international sur le thème de la vie et l'œuvre de Kateb Yacine, elle obtient le prix Kateb Yacine pour le meilleur roman français dont le titre est Terre des femmes, ce roman traite le récit de cinq générations de femmes issues de la région des Aurès, par leur affirmation à la société, par leur résistance au colonialisme et par leur forte détermination.

## Citation
« De mon éducation, je garde une sensation de perpétuel danger. J'ai la peur des choses et des hommes. Je n'ai jamais su si ma peur était réelle. J'étais prisonnière de cette éducation basée sur la méfiance et l'interdit. »

— extrait du roman Visa pour la haine, paru aux éditions Alpha
,